# Gare de Saint-André-d'Hébertot
Pour les articles homonymes, voir Gare de Saint-André.
La gare de Saint-André-d'Hébertot est une gare ferroviaire française, fermée, de la ligne de Pont-l'Évêque à Honfleur. Elle est située, au lieu-dit La Gare, sur le territoire de la commune de Saint-André-d'Hébertot dans le département du Calvados, en région Normandie.

## Situation ferroviaire
Établie à 101 mètres d'altitude, la halte de Saint-André-d'Hébertot est située au point kilométrique (PK) 216,1xx de la ligne de Pont-l'Évêque à Honfleur, entre les gares de Pont-l'Évêque et de Quetteville. Elle est établie à quelques mètres de l'entrée du tunnel d'Héberlot, ayant une longueur de 2 900 mètres.

## Patrimoine ferroviaire
Le bâtiment de la halte, réaffecté en habitation, est toujours présent sur le site en 2014,.